# 烏克蘭希臘禮天主教普熱梅希爾-華沙總教區
烏克蘭希臘禮天主教普熱梅希爾-華沙總教區（拉丁語：Archidioecesis Premisliensis–Varsaviensis ritus byzantini ucraini）是波蘭一個東儀天主教總教區（烏克蘭希臘禮），下轄一個教區。

## 基本資料
範圍包括波蘭東部，教座位於普熱梅希爾。2009年有教友30,000人、八十五個堂區、五十一名司鐸。現任總主教為伊凡·馬丁尼亞克。

## 歷史
1087年設正教教座，1691年6月23日與教宗恢復共融。1996年6月1日升為總教區。